# Stany (Basses-Carpates)
Pour les articles homonymes, voir Stany.
Stany est une localité polonaise de la gmina de Bojanów, située dans le powiat de Stalowa Wola en voïvodie des Basses-Carpates.